# Leptodeira bakeri
Leptodeira bakeri también llamada serpiente ojos de gato de Paraguaná o  falsa mapanare de Paraguaná, es una especie de serpiente de la familia de los colubridos. Endémica de la Península de Paraguaná en Venezuela y la isla Aruba, ubicada a unos 50 km de la costa noroccidental de Venezuela.

## Distribución

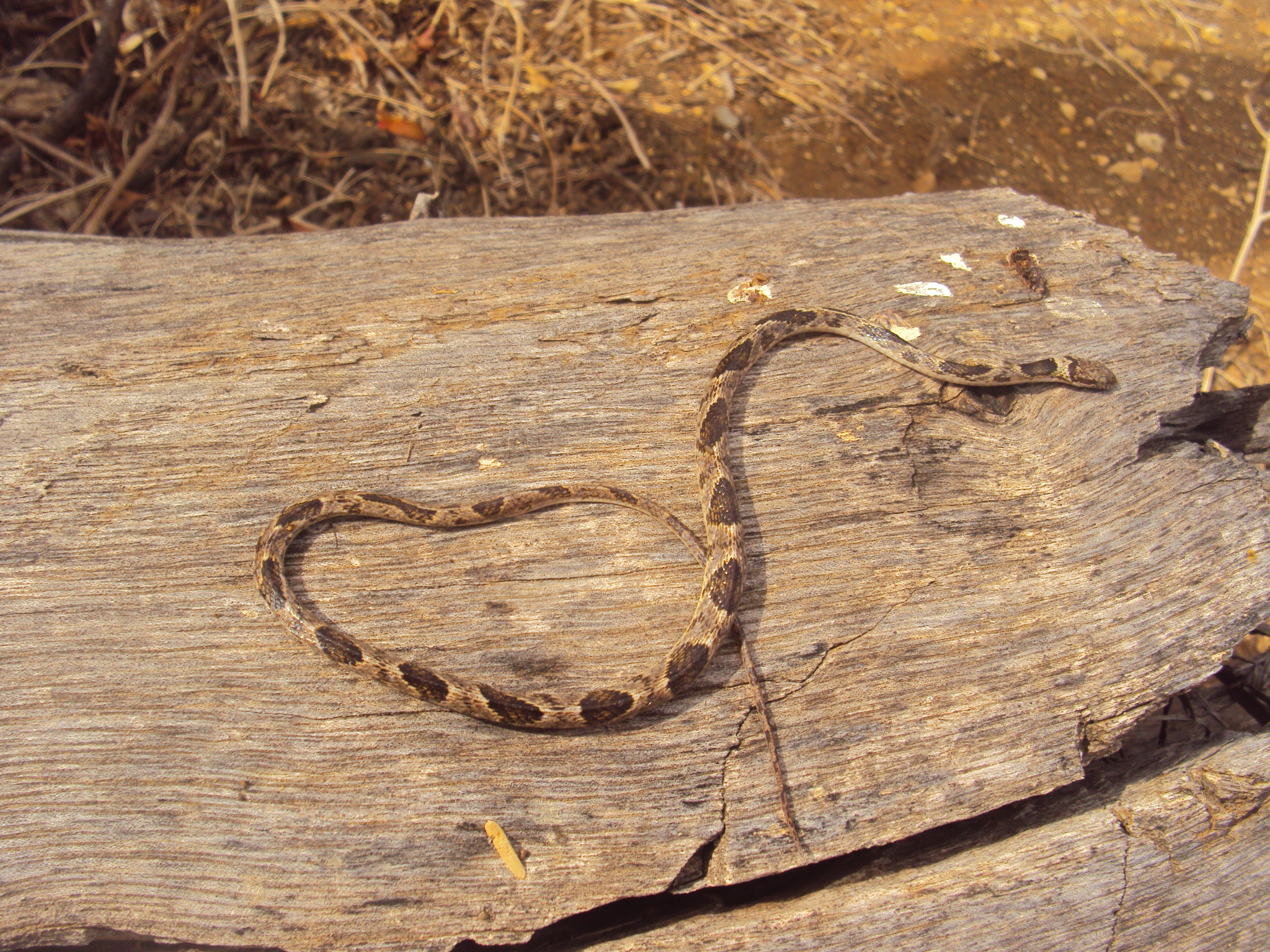
Leptodeira bakeri silvestre en el Zoológico de Paraguaná.

Habita en la península de Paraguaná del Estado Falcón en Venezuela, en el matorral xerófito y bosque seco-tropical de dicha península. En sitios protegdios como los monumentos naturales: Montecano y Cerro Santa Ana así como en el Parque nacional Los Médanos de Coro.[cita requerida]
En Aruba también se puede localizar esta especie. Le gusta el ambiente húmedo y por eso aparece muy cerca de presas cuando llueve, en bosques, jardines y patios.[cita requerida]

## Descripción

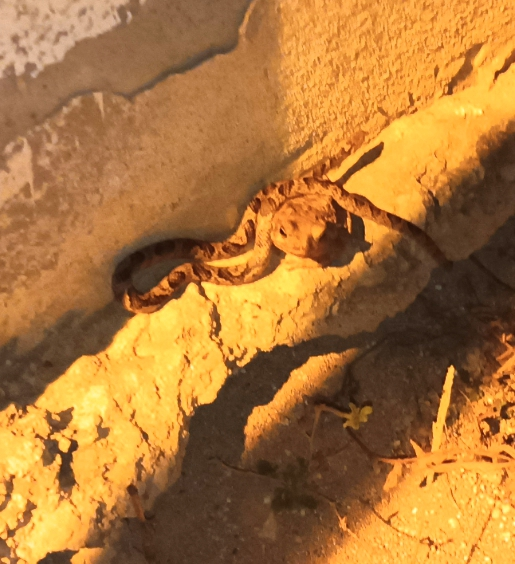
Leptodeira bakeri intentando depredar un Sapo de caña.

Es una serpiente de coloración clara-marrón, como 12 a 21 manchas dorsales sobre su cuerpo.  De tamaño pequeño y con dentadura opistaglifa; La especie tiene un cuerpo delgado, de no más de una pulgada de grosor. Puede alcanzar de 50 a 70 centímetros de largo; El tamaño medio de una hembra adulta es de 59,1 cm, incluidos 14 cm de cola. La cabeza tiene grandes escamas oscuras y la cola termina en una punta. En su espalda hay un patrón que alterna entre marrón claro y marrón oscuro. El abdomen es de color claro a blanco y no tiene patrón. Su pupila es vertical (como la de un gato).[cita requerida]

## Veneno
Esta serpiente es tímida y no agresiva. Sin embargo, tiene dientes grandes en la parte posterior de la boca y un veneno suave que no es peligroso para los humanos. El veneno puede paralizar a pequeños lagartos y ranas; Esta serpiente además presenta inmunidad contra el veneno del sapo de caña (Rhinella marina).[cita requerida]

## Conservación
En Venezuela la especie es considerada como vulnerable en la Lista Roja de la UICN, esto debido a su limitada distribución y la destrucción de su hábitat por parte del sector agrícola y la expansión de los pueblos de Paraguaná; A esto se le suma lo muy poco que se habla de esta especie en materia de conservación.
En Venezuela no existe ningún programa de conservación o educación ambiental para la preservación de esta especie a diferencia de Aruba donde se le cataloga en peligro de extinción y donde esta especie se encuentra protegida por la ley.